# 車載隨意行動網路
車載隨意行動網路（英語：Vehicular ad hoc network，縮寫為），又稱車用行動通訊網路，是將無線隨意網路（MANET，自發性建立的行動裝置無線網路）應用到車載領域。首次提及並且介紹VANET是在2001年，在「汽车通信系统隨意行動通訊和網路」（car-to-car ad-hoc mobile communication and networking）應用中，可以在汽車之間形成網路，並且傳遞訊息。可以證實在VANET裡，車對車的通訊架構以及車對道路設備的通訊架構可以並存，以提供交通安全、導航以及其他道路服務。 
VANET是智慧型運輸系統（ITS）框架中重要的一環。有時會VANET會稱為智慧型運輸網路（Intelligent Transportation Network）。這些已演進到一個更大範圍的汽車互聯網中，而汽車互聯網可能最終會演進為自駕車互聯網（Internet of autonomous vehicles）。
到2021年為止，車載隨意行動網路仍在開發中，尚未用在市面販售的車輛裡。